# Cryphia bryophasma
Cryphia bryophasma är en fjärilsart som beskrevs av Charles Boursin 1952. Cryphia bryophasma ingår i släktet Cryphia och familjen nattflyn. Inga underarter finns listade i Catalogue of Life.